# Evangelische Kirche (Bahra)

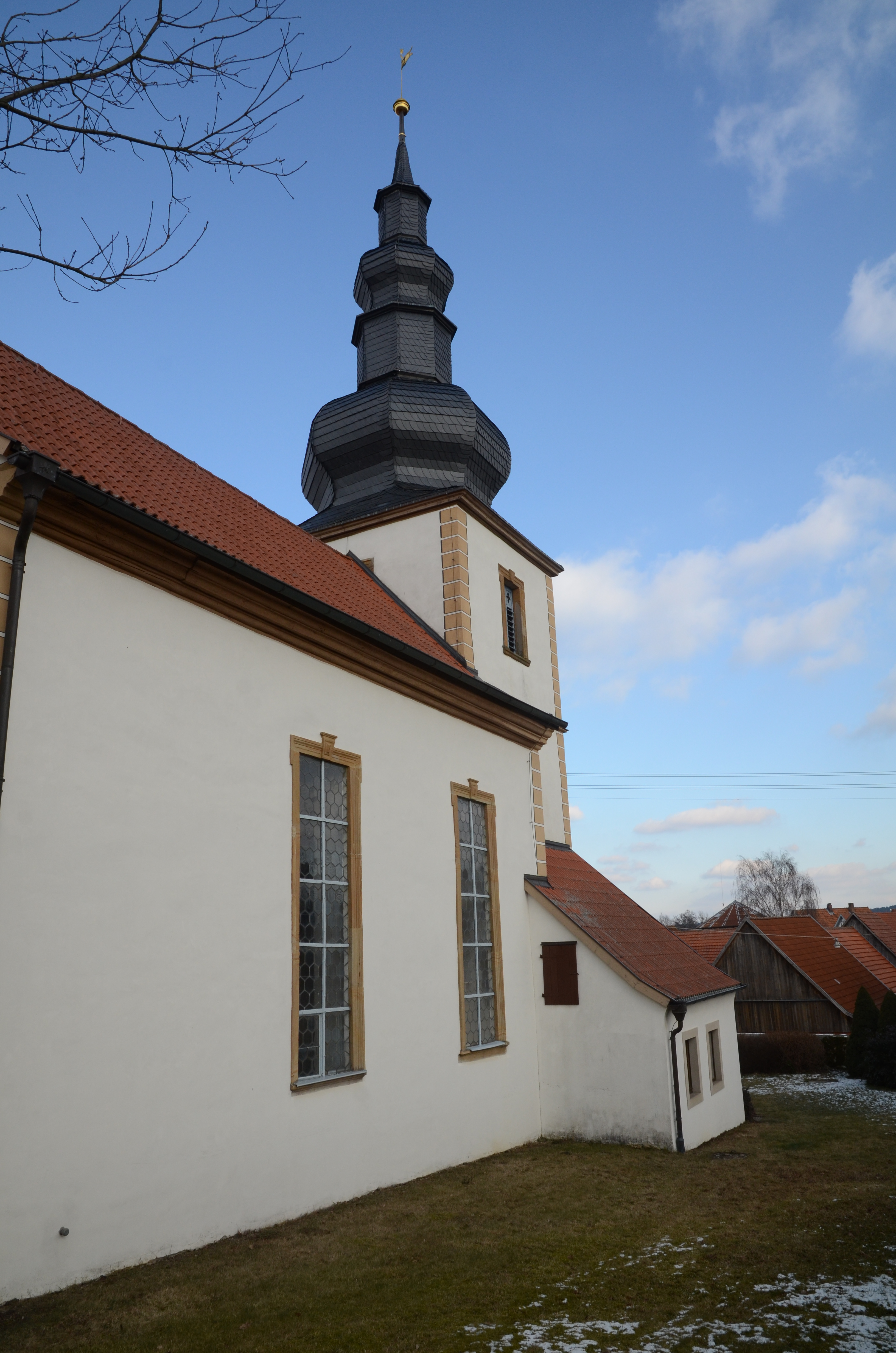
Evangelische Kirche (Bahra)

Die Evangelische Kirche Bahra ist ein Kirchengebäude, das in Bahra, einem Gemeindeteil der Stadt Mellrichstadt im unterfränkischen Landkreis Rhön-Grabfeld in Bayern, steht. Das Kirchenschiff des denkmalgeschützten Bauwerks ist im Kern mittelalterlich. Die Kirchengemeinde gehört zur Pfarrei Mühlfeld im Dekanat Bad Neustadt an der Saale im Kirchenkreis Ansbach-Würzburg der Evangelisch-Lutherischen Kirche in Bayern.

## Beschreibung
Der eingezogene quadratische Chorturm im Osten des mit einem Satteldach bedeckten Langhauses stammt aus dem 14. Jahrhundert. Ein Sakramentshaus im Chor ist aus dieser Zeit. Der Chorturm wurde 1717/18 aufgestockt und mit einer mehrfach getreppten, barocken, schiefergedeckten Haube bedeckt. Die Sakristei befindet sich an der Südseite des Turms. 
Ein Treppenturm aus Holzfachwerk im Westen des Langhauses führt zur Empore an der Nordseite des Innenraums. Die Orgel mit zehn Registern, zwei Manualen und Pedal wurde 1962 von Hoffmann Orgelbau geschaffen.